# Privremena vlada
Privremena ili prijelazna vlada je vlada koja se oblikuje u izvanrednim okolnostima kada je stvoren politički vakuum zbog kolapsa prethodne administracije ili režima. Privremena vlada ostaje na vlasti sve dok se ne održe izbori odnosno na neki drugi način formira trajna vlada. Privremene vlade često nastaju kao rezultat revolucije ili ratnog stanja kada je određena država ili nacija oslobođena ili podvrgnuta okupaciji. Primjeri privremenih vlada su, kronološki:
- Privremena vlada Havaja (1893.), upsotavljena od strane odbora američkih poslovnih ljudi koji su svrgnuli Kraljevstvo Havaji i njenu kraljicu Liliuokalani.
- Uprava Zapadne Armenije (1915.), uspostavljena u Provincji Van.
- Privremena vlada Indije (1915.), uspostavljena u Kabulu.
- Privremena vlada Irske Republike (1916.), naziv koji je preuzelo vodstvo kratkotrajnog Uskrsnog ustanka.
- Ruska privremena vlada (1917.), uspostavljena kao rezultat revolucije kojom je svrgnut car Nikolaj II.
- Jugozapadna Kavkaska Republika (1919.), uspostavljena u Karsu.
- Privremena vlada Republike Koreje (1919.), upostavljena u egzilu u kineskom Šangaju, kasnije u Chongqingu, za vrijeme japanske okupacije Korej.
- Privremena vlada Južne Irske (1922.), uspostavljena sporazumom britanske vlasti i irskih revolucionara u svrhu naknadnog uspostavljanja Irske slobodne države iste godine.
- Privremena vlada Litve (1941.), uspostavljena kada su Litvanci svrgnuli sovjetsku okupacijsku vlast za vrijeme kratkotrajne litvanske nezavisnosti 1941. godine. Djelovala je sve dok nacistička Njemačka nije anektirala zemlju.
- Flensburška vlada (1945), uspostavljena nakon samoubojstava Adolfa Hitlera i Josepha Goebbelsa u završnim danima Trećeg Reicha.
- Privremena vlada Azad Kashmira (1946.), upsotavljena nacionalnim konsenzusom u svrhu stvaranja novog državnog ustava i ponovnog uspostavljanja civilne vlasti nakon "Kampanje Napustite Kashmir" i indijske vojne intervencije.
- Privremena vlada Sirijske Arapske Republike (1949.), uspostavljena nacionalnim konsenzusom kako bi se donio novi ustav i vratila civilna vlast nakon nekoliko vojnih vlada.
- Privremena revolucionarna vlada Republike Južni Vijetnam (1969. – 1976.), uspostavljena kao alternativna (marksitsičko-lenjinistička) vlada. Upravljala je Južnim Vijetnamom između pada Saigona u sjevernovijetnamske ruke 1975. godine do stvaranja Socijalističke Republike Vijetnam 1976.
- Nacionalni savjet vlade (1986. – 1988.), privremeno vladajuće tijelo na Haitiju nakon odlaska Jean-Claudea Duvaliera
- Front nacionalnog spasa (1989.), nakon zbacivanja režima Nicolae Ceauşescua u rumunjskoj revoluciji 1989.
- Koalicijska privremena uprava, Iračko privremeno vladajuće vijeće, Iračka privremena vlada i Iračka prijelazna vlada su bila privremena vladajuća tijela uspostavljena naon invazije na Irak 2003. godine kako bi se vladalo zemljom do uspostave trajnog ustava.

Privremene vlade su se također uspostavljale širom Europe kada su Saveznici oslobađali razne države od nacionalsocijalističke okupacije. Privremena vlada Francuske Republike bila je obrazovana od Slobodnih Francuza pod Charlesom De Gaulleom nakon oslobođenja Francuske od njemačke okupacije. Ta je vlada upravljala Francuskom od 1944. od uspostavljanja Četvrte Republike godine 1947.
Iako se formalno nije nazivao "privremenom vladom", Drugi kontinentalni kongres je služio kao de facto privremena vlada Sjedinjenih Država od usvajanja Deklaracije nezavisnosti u prosincu 1776. do ratifikacije Članaka o konfederaciji koji su stupili na snagu 1. ožujka 1781.